# КАМАЗ-5511
КАМАЗ-5511 — советский и российский крупнотоннажный автомобиль-самосвал семейства КАМАЗ первого поколения, выпускавшийся Камским автомобильным заводом (КАМАЗ) в 1977—1997 гг. Шасси собиралось в Набережных Челнах, а самосвальная установка монтировалась в Нефтекамске (Республика Башкортостан). Производство, возможно, продолжается в КНДР.

## Изображения

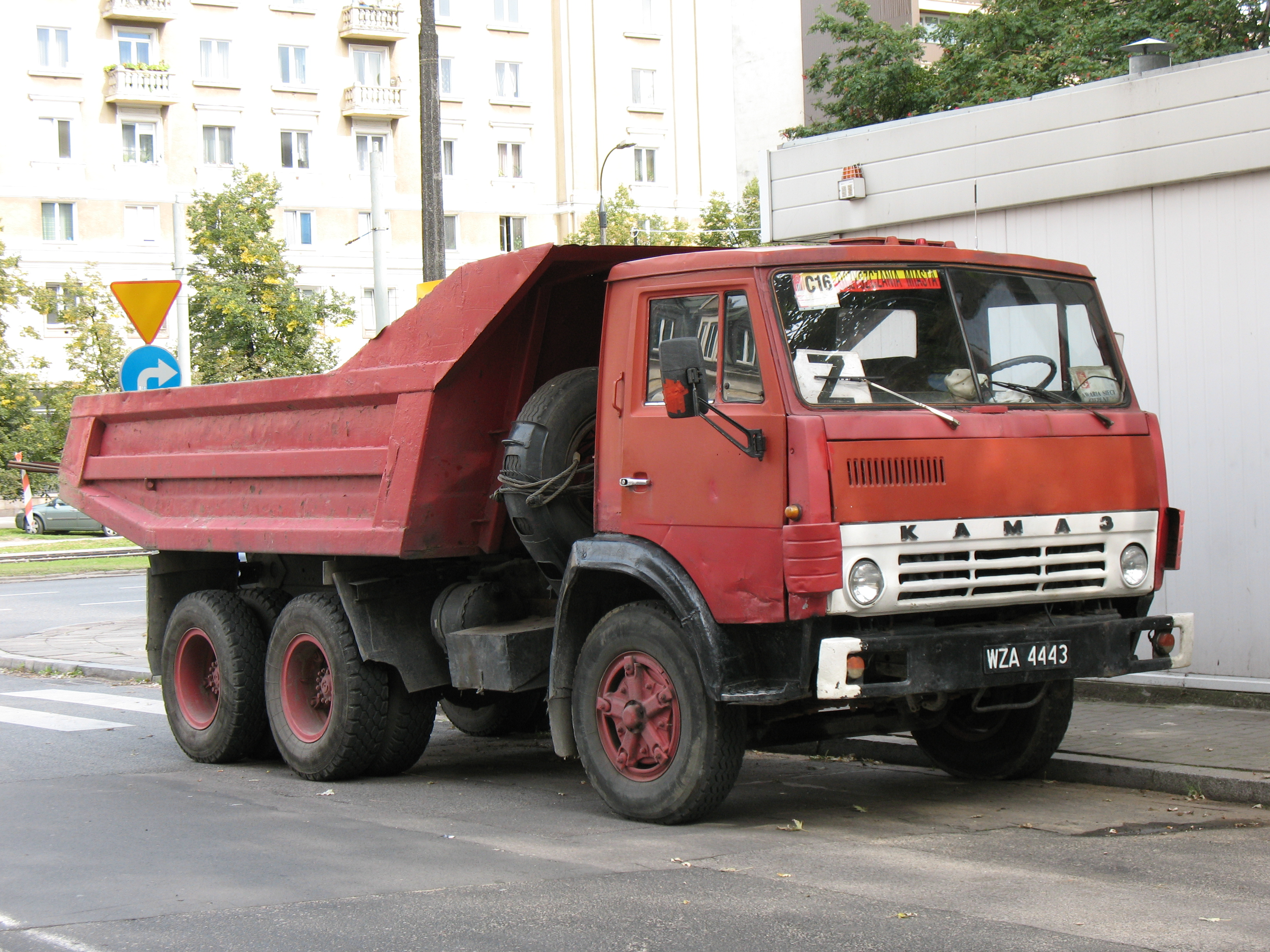
КАМАЗ-5511 в Варшаве (2007)
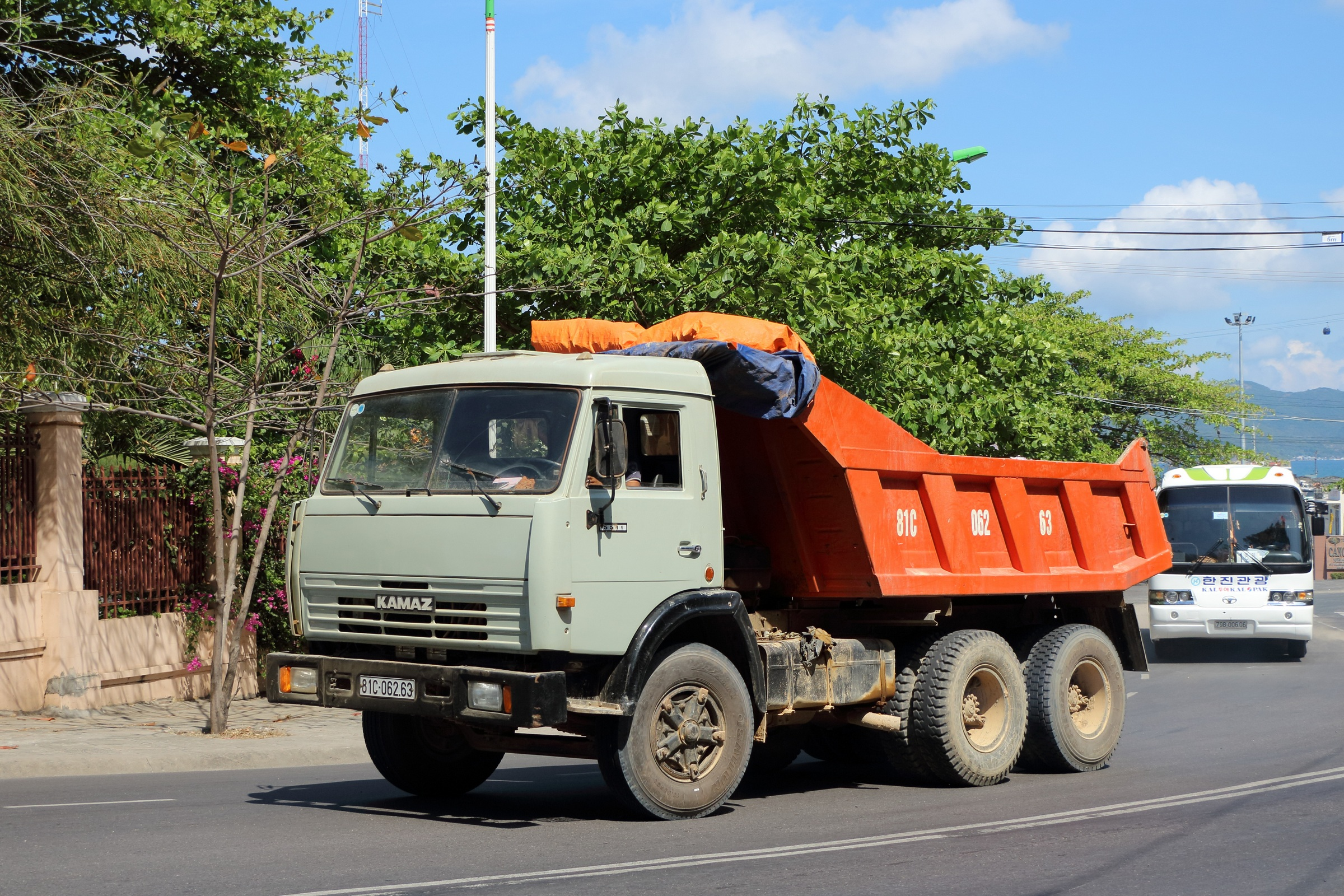
КАМАЗ-5511 во Вьетнаме (2015 год)
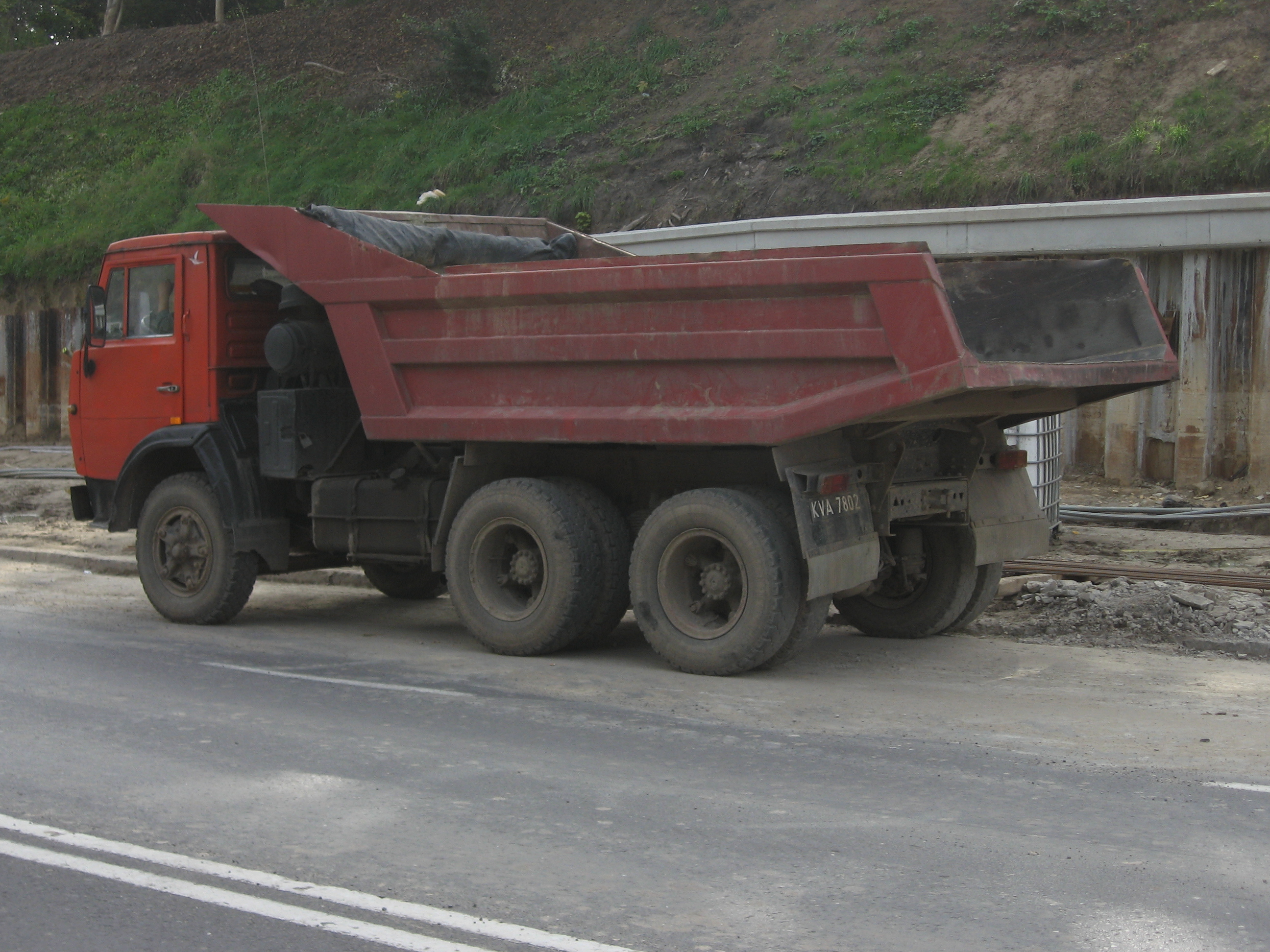
КАМАЗ-5511 в Кракове (2010 год)

## Технические характеристики
- Колёсная формула — 6 × 4[16][17][18]
- Весовые параметры и нагрузки, а/м
  - Снаряжённая масса а/м, кг — 8850
  - Грузоподъёмность а/м, кг — 10000
  - Полная масса, кг — 17400
- Двигатель
  - Модель — КАМАЗ-740
  - Тип — дизельный без турбонаддува
  - Мощность кВт (л.с.) — 154 (210)
  - Расположение и число цилиндров — V-образное, 8
  - Рабочий объём, л — 10,85
  - Объём системы смазки, л — 33,2
  - Расход топлива
    - Летний период — 27л/100км
    - Зимний период — 30л/100км
- Коробка передач
  - Тип — механическая, пятиступенчатая.
- Кабина
  - Тип — расположенная над двигателем, с высокой крышей
  - Исполнение — без спального места
- Колёса и шины
  - Тип колёс — дисковые
  - Тип шин — пневматические, камерные
  - Размер шин — 9.00 R20 (260 R508) с 1996 10.00 R20
- Самосвальная платформа
  - Объём платформы, м³ — 6,6
  - Угол подъёма платформы, град — 60
  - Направление разгрузки — назад
- Общие характеристики
  - Максимальная скорость, не менее км/ч — 90
  - Угол преодол. подъёма, не менее, % — 25[19]
  - Внешний габаритный радиус поворота, м — 9[20]

## В игровой и сувенирной индустрии
Исходная модель КАМАЗ-5511 в масштабе 1:43 стала первой массово производящейся масштабной моделью грузовика в СССР и первой моделью казанского завода «Элекон» (АРЕК). Модель выпускается также китайской фирмой «Автопарк».
Выпускаются также модели 55111-005 объединением «Элекон» и 55115 китайской фирмой «Bauer».